# Hendrikus Abraham Waldemar Goossens
Hendrikus Abraham Waldemar Goossens (Willem I, Java, 19 november 1909 - Den Haag, 13 mei 1973) was een Nederlands schout-bij-nacht. Tijdens de Tweede Wereldoorlog werd hij op 23 november 1943 commandant van de Hr. Ms. Zwaardvisch. Voor zijn acties op de Javazee werd hij tot Ridder in de Militaire Willems-Orde benoemd.
Goossens was sinds 10 augustus 1938 achtereenvolgens commandant van de onderzeeboten O 9, O 7, O 10, O 9 en O 14 voordat hij commandant van de Zwaardvisch werd. Op 6 oktober voer hij op de Javazee. De Duitse onderzeeboot U 168 werd waargenomen en elf minuten later beschoten. Een van de zes torpedo's raakte de boeg waarna de boot snel zonk. Van de opvarenden kwamen 23 om het leven, 27 werden gered. Omdat hij zelf weinig ruimte aan boord had, werden 22 mannen overgezet op een vissersboot, die hen op Java afzette. De andere vijf, waaronder kapitein Helmuth Pich, bleven als krijgsgevangenen aan boord van de Zwaardvisch.

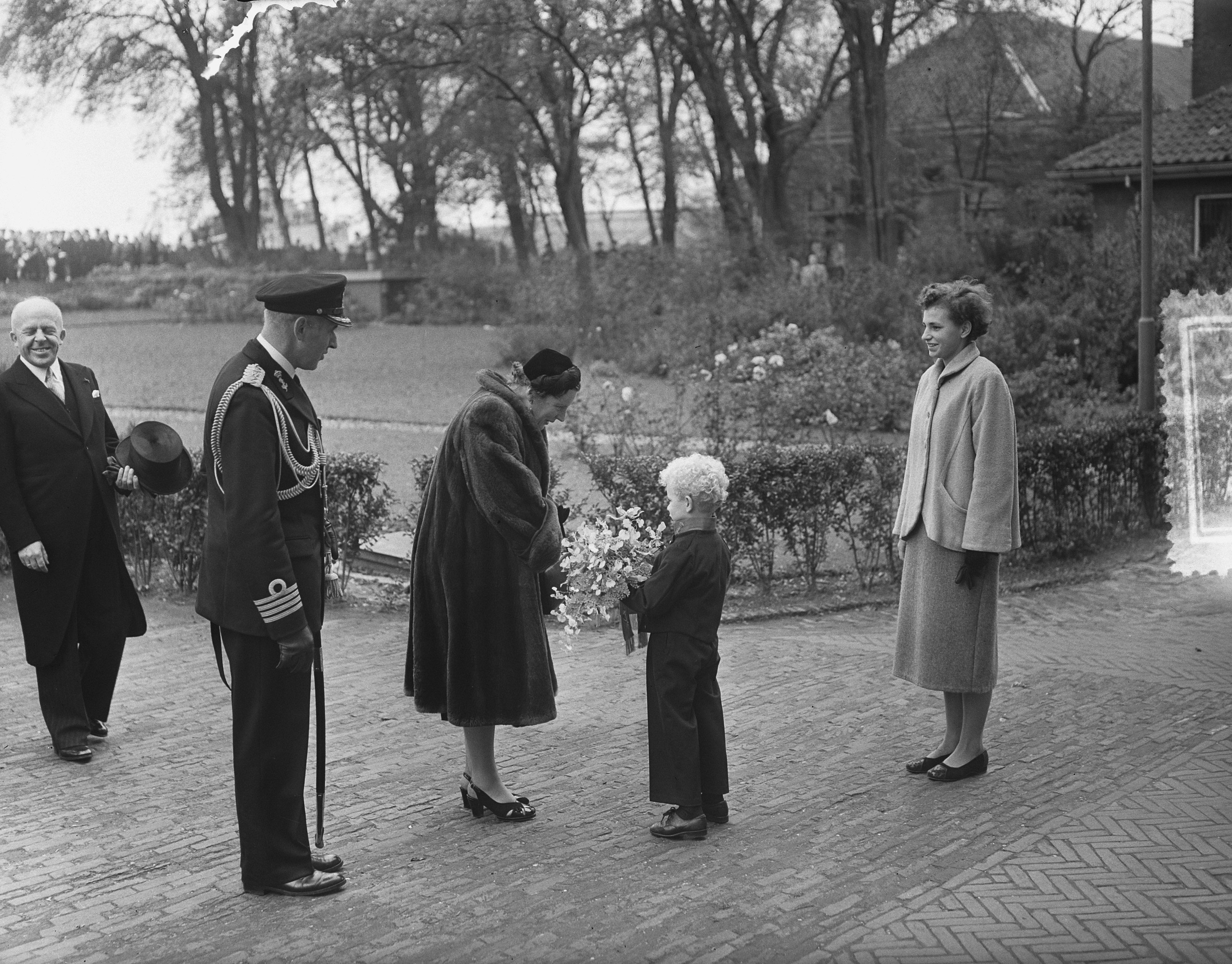
100 jaar KIM Den Helder bezoekdag van koningin Juliana. De vorstin krijgt bloemen aangeboden door Peter Goossens, zoon van de commandant kapitein-ter-zee H.A.W. Goossens. Rechts mevrouw Goossens. (15 oktober 1954)

In 1945 werd Goossens adjudant van de koningin. In 1954 werd hij Commamdant van het Koninklijk Instituut voor de Marine in Willemsoord, waar hij in 1927 als adelborst begonnen was. Op 1 februari 1963 ging hij met pensioen.
Zijn dochter Marinelle (1937-2005) trouwde met Wouter Uythoven OON (1933-2012), die net als Goossens op Java geboren was. Hij kreeg nog drie kinderen: Karin, Robin en Peter Goossens.

## Rangen
- Luitenant-ter-zee derde klasse op 28 augustus 1930
- Luitenant-ter-zee tweede klasse op 28 Augustus 1932
- Luitenant-ter-zee eerste klasse op 15 november 1941
- Kapitein-luitenant-ter-zee op 1 februari 1951
- Kapitein-ter-zee op 195?
- Schout-bij-Nacht op 1 September 1960.

## Onderscheidingen
- Militaire Willems-Orde (MWO.4), 8 december 1944, KB nr 7
- Bronzen Kruis, 26 juli 1945
- Distinguished Service Order, 15 december 1945
- Legioen van Verdienste (Verenigde Staten)
- Orde van de Nederlandse Leeuw (NL.3)
- Orde van Oranje-Nassau (ON.5)
- Oorlogsherinneringskruis (OHK.4)
- Onderscheidingsteken voor Langdurige Dienst als officier